# Jimmy Somerville
Pour les articles homonymes, voir Somerville.
 (avril 2010).
James Somerville, dit Jimmy Somerville, est un auteur-compositeur-interprète écossais, né le 22 juin 1961 à Glasgow. Il est connu dans les années 1980 avec les groupes new wave Bronski Beat et The Communards avant d'entamer une carrière solo. Ponctuellement, il est aussi acteur.
Il dispose d'une bonne agilité vocale et d'une maîtrise rare de sa voix naturelle. Sa tessiture lui permet ainsi de chanter des notes en voix de tête mais aussi de poitrine (voix mixte) dans les partitions de sopranistes, à l'instar de Forbidden Fruit et surtout Never No More au grain bluesy. La musicalité de ses interprétations lui permet de chanter dans tous les registres : It Ain't Necessarily So de George Gershwin, Comment te dire adieu écrite par Serge Gainsbourg (et popularisée par Françoise Hardy), To Love Somebody des Bee Gees ou encore Sentimental Journey des Platters.

## Biographie

### Jeunesse
James William Somerville naît le 22 juin 1961 à Glasgow où il a grandi. Il est doté d'une voix de haute-contre s'apparentant à la tessiture d'un ténor aigu dans la dénomination moderne. Homosexuel et militant d'Act Up New York, il s'affirme comme un homme de gauche qui milite pour la défense des droits de l'homme.

### Carrière musicale

#### Les débuts avec Bronski Beat
En 1983, il cofonde le groupe Bronski Beat qui engrange les hits dans les classements britanniques de meilleures ventes. Le plus gros succès de Bronski Beat est Smalltown Boy, qui dénonce la persécution d'un jeune homosexuel dans une ville de province.
Le titre Why? sorti en 1984 est choisi pour une publicité pour la Peugeot 205 en mars 1985.

#### The Communards
En 1985, Jimmy Somerville quitte Bronski Beat et fonde The Communards avec Richard Coles, un pianiste de formation classique et premier prix de Conservatoire. Plusieurs de leurs enregistrements sont des succès commerciaux, dont une reprise de Don't Leave Me This Way, un morceau composé par Kenneth Gamble, Leon Huff et Cary Gilbert pour Harold Melvin & the Blue Notes, qui reste quatre semaines numéro un dans les charts et devient la plus grosse vente de 45 tours au Royaume-Uni en 1986. Elton John dira : « Techniquement et musicalement, c'est le meilleur groupe actuel avec Dire Straits ».
Il participe également aux chœurs dans la version des Fine Young Cannibals de Suspicious Minds, qui est classée dans le top 10 du Royaume-Uni.

#### La transition vers une carrière solo
The Communards se séparent en 1988 et Jimmy Somerville se lance en solo. Il a un certain succès entre 1989 et 1991 et chante également sur le second projet Band Aid à la fin de 1989. Mais après la sortie d'un dernier titre Run from Love (une reprise de ce qui aurait dû être le dernier single de Bronski Beat, jamais sorti en raison de son départ du groupe), Jimmy Somerville quitte le devant de la scène et n'enregistre pas pendant plusieurs années.
Il revient en 1995 avec un album Dare to Love, puis un autre intitulé Manage the Damage qui sort en 1999 et Root Beer paru un an plus tard (ce dernier n'étant qu'une compilation de remixes et de faces B de titres de l'album précédent). Son quatrième album solo Home Again, orienté vers la musique de danse, sort en 2004. Entretemps, il a collaboré en 1997 avec le groupe Sparks de Ron et Russell Mael pour leur album Plagiarism, en chantant une reprise de leur tube de 1979 The Number One Song in Heaven (en).

#### Les années acoustiques et électroniques
En 2009 paraît un album acoustique, Suddenly Last Summer, uniquement constitué de reprises, enregistré durant l'été 2006 en Australie avec Andrew Worboys. Cet album est publié sur CD en 2010.
Bright Thing EP sort le 20 octobre 2010 en téléchargement uniquement et seulement pour la France, la Belgique et le Luxembourg. Les quatre titres, très orientés vers la musique de danse, ont été produits par Jimmy Somerville et John Winfield (déjà producteur de deux titres de Home Again en 2004). La promotion est assurée sur les radios par le titre Overload remixé par Felix Gauder.

#### Retours et nouveaux projets
En 2011, il collabore avec le duo électro Scratch Massive sur leur album Nuit de Rêve où il interprète la chanson Take Me There.
Un deuxième EP, Momentum EP, sort cette même année, suivi d'un troisième, Solent EP, en 2012.
Les trois EP proposent donc 14 nouveaux titres et 9 remixes, soit l'équivalent d'un nouvel album et des singles qui l'accompagnent.
En 2015, il sort l'album Homage : 12 chansons écrites et composées en hommage au disco. Puis en 2016, Club Homage qui regroupe les versions longues et quelques remixes de titres extraits de l'album. On y trouve notamment des remixes de Tom Moulton et de Robbie Leslie, deux célèbres DJ américains des années 1970. La même année, sort aussi Live and Acoustic at Stella Polaris qui reprend la prestation faite en 2015 au Stella Polaris Festival près de Copenhague. Jimmy, accompagné de ses choristes Gillian Wisdom et Matthew David, propose entre autres des versions réorchestrées de titres emblématiques de sa carrière (You Make Me Feel (Mighty Real), Why?, To Love Somebody, For a Friend, Smalltown Boy et Don't Leave Me This Way).
En 2019, Jimmy Somerville a réalisé un mash-up intrigant mêlant "I Feel Love" de Donna Summer et "Highway to Hell" d'AC/DC. Cette relecture atypique divise les avis, mais elle est captivante.

### Carrière cinématographique
Jimmy Somerville a également poursuivi une carrière d'acteur, apparaissant dans le film Orlando réalisé par Sally Potter d'après le roman de Virginia Woolf, dans le film Looking for Langston d'Isaac Julien en 1989 et dans la série de science-fiction Lexx, épisode Girltown.

## Discographie

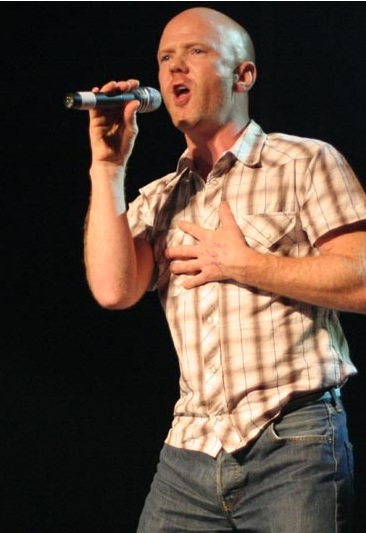
Jimmy Somerville en concert à Varsovie le 10 juin 2006.

### Bronski Beat
Albums
- 1984 : The Age of Consent (plus versions longues en CD)
- 1985 : Hundreds & Thousands (compilation : remix, faces B, deux inédits)
- 1996 : The Age of Consent (remastered) (plus des versions rares et faces B)
- 2012 : The Age Of Consent (Deluxe 2CD Edition) (démos, faces B, remixes et Hundreds & Thousands)

Singles
- 1984 : Smalltown Boy
- 1984 : Why?
- 1984 : It Ain't Necessarily So
- 1985 : I Feel Love (duo avec Marc Almond, ex-Soft Cell)
- 1985 : Run from Love (tirage promotionnel uniquement)

### The Communards
Albums
- 1986 : Communards (plus 2 bonus en CD)
- 1987 : Red
- 1997 : Communards (remastered) (plus un mix de 22,47 minutes de Don't Leave Me This Way)
- 2012 : Communards (Deluxe 2CD Edition) (lives, instrumentaux, faces B et remixes)
- 2012 : Red + Storm Paris (Deluxe 2CD Edition) (lives, faces B et remixes)

Singles
- 1985 : You Are My World
- 1986 : Disenchanted
- 1986 : Don't Leave Me This Way (en duo avec Sarah Jane Morris)
- 1986 : So Cold The Night
- 1987 : You Are My World'87
- 1987 : Tomorrow
- 1987 : Never Can Say Goodbye
- 1988 : For a Friend (en)
- 1988 : There's More To Love

Compilations
- 1993 : Heaven (compilation : singles, faces B, raretés)
- 2006 : The Platinum Collection (compilation : singles, faces B, raretés)

### Solo
Albums & EPs (Extended Plays)
- 1989 : Read My Lips
- 1995 : Dare To Love
- 1999 : Manage The Damage
- 2000 : Root Beer (remixes et faces B de l'album précédent pour le marché américain)
- 2004 : Home Again
- 2009 : Suddenly Last Summer (sortie CD en 2010, album de reprises)
- 2010 : Bright Thing EP[14]
- 2011 : Momentum EP[15]
- 2012 : Solent EP
- 2012 : Read My Lips (Deluxe 2CD Edition) (unplugged, instrumentaux, faces B et remixes)
- 2012 : Dare To Love (Deluxe 2CD Edition) (unplugged, instrumentaux, faces B et remixes)
- 2015 : Homage
- 2016 : Club Homage (versions longues et remixes de l'album précédent)
- 2016 : Live And Acoustic At Stella Polaris

Singles
- 1988 : The Last Infanta (Uno, alias Eric Clermontet, with JS)
- 1989 : Adieu (Comment te dire adieu'), en duo avec June Miles Kingston.
- 1989 : You Make Me Feel (Mighty Real)
- 1990 : Read My Lips (Enough Is Enough)
- 1990 : To Love Somebody
- 1991 : Smalltown boy (1991 remix) (JS with Bronski Beat)
- 1991 : Run From Love (nouvelle version d'un titre du Bronski Beat)
- 1995 : Heartbeat
- 1995 : Hurt So Good
- 1995 : By Your Side (en)
- 1997 : Safe
- 1997 : Dark Sky
- 1999 : Something To Live For
- 1999 : Lay Down
- 2000 : Why? (Almighty remixes)
- 2001 : Can't Take My Eyes Off of You (tirage français uniquement)
- 2004 : It's So Good
- 2004 : Come On
- 2005 : Ain't No Mountain High Enough
- 2009 : Why? (new Almighty remixes)
- 2010 : Overload (Felix Gauder radio cut) (téléchargement uniquement)

### Compilations
- 1990 : The Singles Collection 1984/1990 (Bronski Beat, The Communards et solo) (réédité en 1991)
- 1996 : Master Series (album)|Master Series (Bronski Beat, The Communards et solo)
- 2001 : The Very Best Of Jimmy Somerville, Bronski Beat and The Communards
- 2002 : The Very Best Of... collector's edition feat. original 12" mixes (2CD)
- 2002 : The Essentials (Bronski Beat, The Communards et solo) (marché américain uniquement)
- 2009 : For A Friend: The Best Of... (Bronski Beat, The Communards et solo) (2CD)
- 2014 : Dance & Desire: Rarities & Videos (Sélection de versions rares et de faces-b sur 2 CD + 1 DVD regroupant 24 vidéo-clips)

## Filmographie

### Cinéma
- 1989 : Looking for Langston d’Isaac Julien : Angel
- 1992 : Orlando de Sally Potter : Falsetto / Angel
- 2022: Hideous de Yann Gonzalez: L'ange gardien

### Séries télévisées
- 1990 : The Little and Large Show (saison 10, épisode 5)
- 2000 : Lexx : Satin (saison 3, épisode 11 : Girltown)